# Cerven, Ruse
Cerven (în bulgară Червен) este un sat în comuna Ivanovo, regiunea Ruse,  Bulgaria. Ruinele importantei cetăți Cerven (v. articolul în lb. engl.]), distruse de turcii otomani în 1388, se află în apropiere.

## Demografie
Componența etnică a satului Cerven
     Bulgari (88,98%)
     Nicio identificare (11,01%)
     Altele (0%)
La recensământul din 2011, populația satului Cerven era de 227 locuitori. Din punct de vedere etnic, majoritatea locuitorilor (88,98%) erau bulgari. Pentru 11,01% din locuitori nu este cunoscută apartenența etnică.